# Наша Russia
«На́ша Russia» («Russia» с англ. «Россия», произносится как «Ра́ша») — российский сатирико-юмористический скетчком производства «Comedy Club Production». Премьера состоялась на телеканале «ТНТ» в ноябре 2006 года при участии Павла Воли, Гарика Мартиросяна и Петра Буслова. Продюсеры проекта — Александр Дулерайн, Семён Слепаков и Артур Джанибекян. Исполнители главных ролей — Михаил Галустян и Сергей Светлаков. «Голос» сериала (рассказчик) — Владимир Зайцев.
Существует мнение, что программа является адаптированным российским клоном популярного британского скетч-сериала «Маленькая Британия», выходившего на телеканале «BBC» с 2003 по 2006 год. Но 4 февраля 2007 года в эфире радиостанции «Эхо Москвы» Александр Дулерайн и Семён Слепаков опровергли эти слухи и заявили, что «Наша Russia» является оригинальным проектом. Некоторые фразы из него стали крылатыми, а герои — «символами» (например, Равшан и Джамшут стали символами гастарбайтеров).
Полнометражный фильм «Наша Russia. Яйца судьбы» вышел в российский прокат 21 января 2010 года. Пробный выпуск 5 сезона сериала был показан 31 декабря 2010 года, его официальная премьера состоялась 13 марта 2011 года.
В феврале 2024 года генеральный продюсер ТНТ Аркадий Водахов анонсировал перезапуск шоу.
В сентябре 2024 года в прокат вышел полнометражный спин-офф «Беляковы в отпуске», в том же месяце стало известно, что начались съёмки мюзикла «Наша Russia. 8 марта», премьера которого состоялась 7 марта 2025 года.

## Города и сюжетные линии
В передаче присутствуют несколько сюжетных линий. Их наличие и смысл могут меняться от серии к серии. Например, сюжет о «краснодарских пацанах» изначально основывался на покупке ими презервативов (1-й сезон), затем место действия было перенесено в ночной клуб, куда они пытаются попасть, а затем пытаются в этом клубе закадрить девушек (2-й сезон), потом они пытались купить порнофильмы, закадрить девушек, пройти мимо родителей, находясь под кайфом (3-й сезон), заняться сексом с девушками, отдыхающими в Анапе (4-й сезон), познакомиться с москвичками (5-й сезон).

## 1 сезон

### Равшан и Джамшут
Москва, Сочи.
Два строителя-гастарбайтера из Средней Азии Равшан (Михаил Галустян) и Джамшут (Валерий Магдьяш) делают ремонт под руководством своего прораба («насяйника») Леонида (Сергей Светлаков).
Делали ремонт и строили:
- в новостройке (сезоны 1, 2),
- в квартире Ксении Собчак[9] (3 сезон),
- в Олимпийской деревне в Сочи (4 сезон).

В каждой серии прораб за что-нибудь ругает гастарбайтеров (в некоторых сериях не происходит, за исключением последней серии 4-го сезона, где рабочие качественно проделали работу и впервые сделали нормальный ремонт, но их прораб (который отмечал день ВДВ), находясь в состоянии сильного алкогольного опьянения всё испортил, сломал и разрушил, немного придя в себя, прораб обвинил рабочих в этой ситуации). Как правило это некачественный ремонт, бредовые интерьерные решения, порча вещей хозяев квартиры или использование квартиры по своему усмотрению. Гастарбайтеры говорят между собой на псевдотаджикском языке и плохо владеют русским: если Равшан понимает его с трудом, то Джамшут не понимает его вообще (он в основном молчит, а говорит только на родном языке). Во время отсутствия прораба рабочие общаются на родном языке и оказывается, что они очень образованные: обсуждают вопросы философии, литературы, искусства, моды и экономики.
Скетч изначально задумывался как сатира на сложившиеся реалии строительства и ремонта помещений в России с применением труда гастарбайтеров и прочими негативными чертами, но довольно быстро перерос замысел.
Образы Равшана и Джамшута стали настолько популярны, что их имена стали нарицательными. Так, характеристика девелопмента ведущим специалистом направления Сергеем Полонским на вопрос о строительстве в первой половине 2008 года звучала так:
«Я и сейчас не осознаю этого. Я не занимаюсь строительством. Смотрите, ребята, это всё ерунда полная! Я собираю людей в команду, нахожу цели, определяю задачи, мы вместе с командой ищем решения и реализуем проекты, а строительство — это если бы я красил стены и управлял Равшанами и Джамшутами…»
В 2012 году в Красноярске были установлены две гипсовые скульптуры Равшана и Джамшута: их установил торговый центр «Aquaриум», находящийся в Зелёной роще.
По словам Михаила Галустяна из выпуска «Большой разницы» от 11 июня 2009 года, Равшан и Джамшут не принадлежат к какой-либо нации, но прибыли из Средней Азии. В то же время в самом скетчкоме есть упоминания Таджикистана как их Родины.
Написания имён гастарбайтеров в различных официальных публикациях различны. Например, встречаются варианты «Рафшан» и «Ровшан», «Джумшут», «Джамшуд» и «Джумшуд» (на сайте «ТНТ» они называются Ровшан и Джумшут).
Сезоны: 1—4 (серии 1—57), фильм Наша Russia. Яйца судьбы

### Сергей Юрьевич Беляков
Таганрог. Телезритель Сергей Юрьевич Беляков (Сергей Светлаков) комментирует телепередачи или просто разговаривает с телевизором. Иногда посмотреть телевизор вместе с ним приходят разные люди — жена Юля (во 2-м сезоне Вера) (Юлия Сулес), сын Денис или друзья. В 3-м сезоне он чаще смотрит телевизор с сыном и всегда выясняет для него что-нибудь полезное и интересное. Любит смотреть новости, футбол и познавательные программы, обсуждает фильмы и сериалы, интересуется политикой. Обладает хорошим чувством юмора.
Имя и отчество совпадают с именем и отчеством Сергея Светлакова. Имя жены Сергея Белякова также совпадает с именем Юлии Сулес.
Скетчи высмеивают людей с примитивными вкусами и низкой культурой, их недалёкость, лицемерие и наивность в сочетании с высоким самомнением, а также современное телевидение.
Сезоны: 1—5 (серии 1—77), фильмы Наша Russia. Яйца судьбы, Светлаков +, Беляковы в отпуске и Наша Russia. 8 марта

### Иван Дулин и Михалыч
Челябинск (в нескольких сериях 3 сезона — Челябинская область, пансионат «Изумруд»).
«Первый в мире фрезеровщик с нетрадиционной сексуальной ориентацией» Иван Иванович (Сергеевич/Олегович) Дулин (Сергей Светлаков), ставший геем после командировки в Москву (хотя в одной из серий 3-го сезона выясняется, что его воспитали два отца-гея Сергей Сергеевич и Олег Иванович), страдает от неразделённой любви к своему начальнику цеха Игорю (в 1-м сезоне)/Алексею (во 2-м и 3-м сезонах)/Виктору Михайловичу Орешкину (в 4-м сезоне) или просто Михалычу (Михаил Галустян). Их часто застают в двусмысленной неловкой ситуации заместитель Михалыча Геннадий Палыч (Михаил Бурлаков) или рабочие Дмитрич (Ион Аракелу) и Егорыч (Фёдор Кузадков). Иван Дулин часто произносит свою коронную фразу: «Вот оно чё, Михалыч». В одной из серий 3-го сезона выясняется, что Иван Дулин женат и у него есть дети (три дочери), но, узнав о странных отношениях мужа, жена по имени Лада с ним развелась и уехала вместе с детьми к матери. Михалыч тоже женат, и у него тоже есть дети, которых он упомянул в одной из серий 1-го сезона. Жена Михалыча появилась в 4-м сезоне (Наталья Унгард). С 4-го сезона Иван Дулин был назначен начальником цеха, а Михалыч понижен до фрезеровщика, но в заключительной серии 4-го сезона Михалыч был восстановлен в должности начальника цеха, а Иван Дулин был повышен до директора завода.
Юмор выстроен на контрасте между гомосексуальностью и образом сурового мужика-рабочего.
В начале каждого эпизода звучит фраза «Челябинские мужики настолько суровы, что…», после чего следует очередной абсурдный факт, связанный с преувеличением чьих-то способностей в стиле фактов о Чаке Норрисе. Эта фраза породила ряд похожих шуток, упоминающихся не только в «Наша Russia», но и в контексте супергероев.
По словам Михаила Галустяна, Дулин и Михалыч — это «по сути, трагические роли. Поэтому наш режиссёр Максим Пежемский требовал от нас полной отдачи. Мы тщательно к ним готовились и перед съёмками много репетировали. А играли их по Станиславскому. В отличие от таджиков, которых мы делали по Чехову».
В Челябинске нет труболитейного завода, есть только Челябинский трубопрокатный завод — «ЧТПЗ», именно он и упоминался в первых сериях. В магазинах Челябинска в продаже появились «красные труселя» с вышитыми на них фразами из сюжетов о Михалыче и Дулине: «Красивый ты мужик, Михалыч», «Я с гомосятиной завязал», «Давай, Ванятка, нахлобучивай» и др.
Отец и дедушка Ивана Дулина и отец Михалыча были названы в честь Светлакова и Галустяна, которые сыграли фрезеровщика и начальника цеха.
Сезоны: 1—4 (серии 1—57), фильм Наша Russia. Яйца судьбы

### Славик и Димон
Краснодар, Анапа, Москва.
В различных сюжетах подростки Славик (Сергей Светлаков) и Димон (Михаил Галустян), проводя досуг, пытаются:
- купить презервативы (1 сезон);
- пройти фейсконтроль в самый модный клуб города (2 сезон);
- проникнув в клуб, «замутить с девчонками» (2 сезон, конец 3-го сезона);
- купить порнографический DVD-диск, а во второй половине сезона — опять «замутить с девчонками» (3 сезон);
- пойти в состоянии алкогольного или наркотического опьянения поиграть в PlayStation к Димону (3 сезон);
- познакомиться с девчонками на курорте (4 сезон);
- познакомиться с клёвыми московскими «чиками» (5 сезон).

Каждый раз Димон боится или стесняется сделать решающий шаг, он говорит: «Славик, я чё-то очкую!», но Славик его подбадривает, при этом почти всегда ему говорит: «Да ты успокойся!». Но в результате каждая их попытка заканчивается провалом. Из-за чего Славик во всех грехах обвиняет Димона со слоганом: «Ну ты и лошара!», а Димон тоже обвиняет Славика, используя фразу: «Сам ты лошара!». Однако в первой половине 3-го сезона им удалось купить порнографический DVD (но потом они решили вернуть диски обратно в магазин), в конце 4-го сезона им удалось замутить с девчонками на курорте (авторы пожалели и изменили концовку этого эпизода, за что сами персонажи сказали «спасибо») и в конце 5-го сезона даже с Жанной Фриске (попросив номер телефона у Влада Топалова). Однажды пацаны встретили Светлакова и Галустяна (актёры, играющие Славика и Димона).
Юмор выстроен на желании молодых людей показаться более взрослыми или крутыми, при этом все эти попытки приводят к обратному эффекту.
В заставке Краснодара в качестве ночного клуба снят ТК «Синегорье», в действительности находящийся на привокзальной площади Челябинска.
Сезоны: 1—5 (серии 1—77), фильм Наша Russia. Яйца судьбы, Светлаков+

### ФК «ГазМяс» и «ГазМясочка»
Омск. Вечно проигрывающий футбольный клуб «ГазМяс» и его тренер-маньяк Евгений (Геннадий) Михайлович Кишельский (Михаил Галустян). После того, как клуб вылетает из 4 футбольного дивизиона, его принимают в женское первенство под названием «ГазМясочка», а игроки переодеваются в женщин, однако играют так же плохо, за что тренер постоянно их избивает (в некоторых сериях это не происходит). Обычно достаётся вратарю Гатальскому (Михаил Додзин) или защитнику (в 1-м сезоне нападающему) Прокопенко (Дмитрий Аросьев). Часто тренер пытается дать взятку судье Петру Евгеньевичу (Сергей Светлаков), используя секретный язык, чтобы никто не понял, однако судья постоянно отказывается от взятки (вернее требуя повышенную сумму), мотивируя это тем, что он — «честный судья», из-за этого тренер мстит ему и иногда даже избивает (а в одной из серий даже берёт в заложники родителей, требуя, под угрозой оружия, сравнять счёт в течение одного тайма). Также в некоторых сериях появляется клубный врач Валера (Сергей Светлаков), который всё время находится в состоянии алкогольного или наркотического опьянения. Во 2-м сезоне президент «ГазМяса» Сергей Валентинович избил тренера за проигрыш 10:0 и за то, что тот избивал футболистов. В одной из серий 2-го сезона тренер соблазнил Люду, жену Прокопенко, и она ублажала тренера на глазах у мужа. В 3-м сезоне тренер пытался уговорить нападающего «Локомотив» Дмитрия Сычёва сыграть один матч за «Газмяс» за 760 рублей, кубки, вымпел и мяч «ГазМяса» с автографом главного тренера. Сычёв просит 10 000 долларов, а потом уходит, а Прокопенко приносит тренеру магнитолу из автомобиля Сычёва.
Скетч представлял собой высмеивание российского футбола, но после 3-го сезона его перестали показывать: на фоне победы петербургского «Зенита» в Кубке УЕФА сезона 2007/2008, а так же успеха российской сборной на чемпионате Европы 2008 года (бронзовые медали) «ГазМяс» был признан неактуальным, хотя он появляется в конце заставки 4-го сезона.
Название команды «ГазМяс» является игрой слов и отсылкой к футбольным клубам «Зенит» и «Спартак». Так, слово «Газ» ассоциируется с Газпромом — титульным спонсором «Зенита». «Мяс» — аллюзия на прозвище Спартака — Мясо. Главный футбольный клуб Омска — «Иртыш», в реальности также участвует в низших дивизионах чемпионата России.
Вратаря Гатальского, защитника Прокопенко и нападающего Абелардо играли профессиональные актёры, остальных футболистов — каскадёры.
Сезоны: 1—3 (серии 1—39)

### Людвиг Аристархович
Санкт-Петербург. Фонтанка. Дом образцового содержания.
Консьерж Людвиг Аристархович (Михаил Галустян) постоянно пакостит жильцам (особенно любит где-нибудь опорожниться; например, под дверьми жильцов или в лифте, под дверьми профессора Звягинцева (Сергей Светлаков) или богатой молодой красотке Лилии Павловне (Янина Романова), на сидении машины или даже на детской площадке). Любимая фраза: «А кто-кто-ктооо это сделал???». В одной из серий выясняется, что он сидел в тюрьме.
Юмор данных сюжетов строится на корыстных мотивациях и лжи, а также на противоречиях традиционного стереотипа о Санкт-Петербурге как культурной столице и проживающих в нём мелких пакостниках, которые при внешнем интеллигентном виде лицемерят и злорадствуют за спиной. Кроме того, данные сюжеты отчасти являются примером так называемого сортирного юмора.
Сезоны: 1 (серии 1—8), 3 (39)

### Пронин и Мамонов
Нефтескважинск (вымышленный город). Депутаты Юрий Венедиктович Пронин (Сергей Светлаков) и Виктор Харитонович Мамо́нов (Михаил Галустян) ведут высокопарные разговоры о России, её судьбе и её экономике, но это только неприкрытый пафос, а на деле они купаются в роскоши, тратят народные деньги и саботируют работу госаппарата. Оба имеют склонность к сексуальным извращениям и бреду величия. В последней серии 4 сезона показано, что они и рублёвские бомжи — это одни и те же люди. Один из героев (Юрий Венедиктович Пронин) был назван так в честь отца Светлакова, которого тоже зовут Юрием Венедиктовичем.
Показанный здесь юмор представляет собой политическую сатиру.
Сезоны: 1 (серии 2,4), 3 (24,26,29,36,38), 4 (42,46,51,54,55,57), Светлаков+, фильм Наша Russia. 8 марта

## 2 сезон

### Гаврилов и Эльвира
Трасса «Пенза-Копейск». Проститутка Эльвира (Сергей Светлаков) и инспектор ГИБДД, младший лейтенант Гаврилов (Михаил Галустян). Гаврилов нередко нарушает закон, зарабатывая деньги нечестным путём. Эльвира же обслуживает клиентов в их машинах, но иногда берёт «взаймы» машину у Гаврилова.
Юмор выстроен на схожести жизненных взглядов и методов добывания денег — оба стоят у обочины, не гнушаясь аморальным и противозаконным заработком.
Сезоны: 2 (серии 13—20)

### Николай Лаптев
Вологда (в заставке фигурирует Тюменский Дом Советов). Тяжёлая жизнь очень бедной (практически нищенской) семьи инспектора ГИБДД, лейтенанта милиции Николая Лаптева (Сергей Светлаков), никогда не берущего взяток.
Сюжеты про Николая Лаптева, в отличие от сюжетов про Гаврилова и Эльвиру, с обратной стороны показывают проблемы материальной обеспеченности милиционеров — абсолютная честность ставит милиционеров на грань выживания. Также в фильме «Наша Russia. Яйца судьбы» было показано, что благодаря тому, что он не берёт взятки, это даёт ему устойчивость к любым телесным повреждениям.
Сезоны: 2 (серии 9—20), фильмы Наша Russia. Яйца судьбы и Наша Russia. 8 марта

### Анастасия Кузнецова
Иваново. Официантка суши-бара «Белая ива» Анастасия Кузнецова (Михаил Галустян) пытается найти себе мужчину, попутно разбираясь со спутницами клиентов. Иногда ей помогают в этом менеджер Галина Георгиевна (Сергей Светлаков) и другие работницы этого суши-бара, например, шеф-повар из Японии (Юлия Сулес). В фильме «Наша Russia. Яйца судьбы» носит имя Алёна и говорит, что подрабатывает проституткой на мальчишниках.
Сюжет эксплуатирует миф об Иванове как «Городе невест» и высмеивает невысокое качество сервиса в российском общепите.
Сезоны: 2 (серии 9—19), фильм Наша Russia. Яйца судьбы

## 3 сезон

### Снежана Денисовна
Воронеж. Учительница престижной школы Снежана Денисовна (Сергей Светлаков) обогащается за счёт доверчивых учеников и их богатых родителей, пуская в ход обман, шантаж и мошенничество. Также в кадре присутствуют её сообщники, учитель физкультуры Валерий Викторович (Сергей Легостаев) и учитель труда Борис Леонидович (Михайлович) (Владимир Белоусов). Она шантажирует детей и их родителей отчислением из школы за проступки, которых не было, проводит сборы денег на разные выдуманные ею цели, придумывает всевозможные задания, для которых дети должны принести из дома что-нибудь ценное. В одной из серий сообщается, что это бывшая мошенница из Харькова Анна Евгеньевна Снатко. В конце 4-го сезона Снежана Денисовна заставляет пластического хирурга, в качестве компенсации за «шалость» сына, которую, кстати, сама подстроила, сделать себе пластическую операцию, увеличив грудь и после каникул появляется в образе модельной и сексапильной красотки (правда с прежним голосом).
В скетчкоме «Светлаков+» Снежана Денисовна уже не работает школьной учительницей, а занимается мошенничеством под видом гадалки и экстрасенса из телепередачи.
Сюжет высмеивает школьные поборы и мелкую коррупцию.
Сезоны: 3, 4 (серии 21—57), фильмы Наша Russia. Яйца судьбы, Светлаков+ и Наша Russia. 8 марта

### Сифон и Борода
Рублёвка. Избалованные Сифон (Фёдор Анатольевич Сифонов) (Сергей Светлаков) и Борода (Родион Иванович Бородач, отец Александра Родионовича Бородача) (Михаил Галустян) — «самые обычные рублёвские бомжи», копающиеся в мусорных контейнерах. Они подбирают выброшенные олигархами вещи: дорогую, но вышедшую из моды одежду, недопитые бутылки элитного алкоголя, исправную электронику. Сифон постоянно называет олигархов «жопошниками», Борода иногда разговаривает двустишиями; любимая фраза: «Гаражи-виражи». Иногда к ним в гости приходит бомж с Казанского вокзала Колян (Валерий Магдьяш). В конце 4 сезона показывается скетч, в котором Сифон и Борода становятся депутатами Прониным и Мамоновым, «думающими о России».
Основная сатира в сюжете — мифологизированная роскошь Рублёвки и подобных престижных посёлков.
Сезоны: 3, 4 (серии 21—57), фильм Наша Russia. Яйца судьбы

## 4 сезон

### Жорик Вартанов и Рудик
Пятигорск. Ведущий местных новостей на телеканале «Сев-Кав TV» Жорик Вартанов (Михаил Галустян) каждый день выходит в прямой эфир, где очень эмоционально рассказывает о различных событиях Пятигорска и при этом постоянно вступает в перепалку с оператором Рудиком (Гарик Мартиросян, в кадре видна только его левая рука, за исключением двух серий, в одной из которых Рудик гримирует Жорика, а в другой - избивает).
Юмор основан на пародировании образа жизни жителей регионов Северного Кавказа (или всего Кавказа в целом), их поведения в обществе, манеры одеваться и говорить.
Сезоны: 4, 5 (серии 40—77), Галустян+ и фильм Наша Russia. 8 марта

## 5 сезон

### Дронов и Ермолкина
Усть-Кузьминск (вымышленный город: в заставке фигурирует вид на Екатеринбург, но на стене в кабинете майора висит подробная карта Красноярска).
Майор милиции Егор Сергеевич Дронов (Михаил Галустян) и проницательная оперативница, младший лейтенант Елена Ермолкина (Сергей Светлаков) борются с преступностью в родном городе («самом безопасном городе в мире»). Причём Дронов постоянно учит неопытную Елену «правильному раскрытию дел», хотя это является лишь превышением полномочий, так как виновные — влиятельные люди; Дронов всегда «кашляет» при упоминании знакомой фамилии и места работы её обладателя.
Дронов каждый раз расстраивает Ермолкину, но если она расстраивается, он успокаивает её словами: «Да успокойся ты, ты ещё молодая, неопытная…», а также приводит те или иные нелогичные примеры вымышленных превышений полномочий персонажей детективных романов и телесериалов.
Сатира сюжета — сложившаяся в милиции «палочная дисциплина», которую обеспечивают за счёт мелких преступлений, а влиятельных людей и их родственников при совершении ими преступления по возможности «отмазывают», так как, в начале каждого скетча Дронов избивает задержанного, который совершил что-то незначительное.
Сезоны: 5 (серии 58—68, 77)

### Гена и Вован
Кемер (Турция), отель «Amara Dolce Vita HV-1». Гена (Сергей Светлаков) и Вован (Михаил Галустян) из Нижнего Тагила — туристы, отдыхающие в отеле в Турции. При этом они ведут себя довольно развязно: много пьют, портят имущество отеля, справляют нужду в бассейн, подтрунивают над персоналом и посетителями турецкого отеля, а в одной из серий издеваются и насмехаются над немецкими туристами на 9 мая. Гена всё снимает на видеокамеру, постоянно ругается матом, а обслуживающий персонал отеля называет «рабами». Вован в каждой серии находится в состоянии сильного алкогольного опьянения и говорит только одну фразу: «Таги-и-и-ил!» (других слов он вообще не говорит из-за алкоголя, за исключением двух серий, где он говорит фразы: «Красное мясо!» и «Победа!»), после этого Гена добавляет: «Тагил реально рулит и разруливает!». При этом оба туриста приехали на отдых с супругами: Гена – с Таней, которая его практически всегда за каждую выходку «пилит», Вован – с Ксюшей, которая спокойно относится к пьяным козням мужа и его приятеля. Также у Гены есть сын Дима.
Сюжет является сатирой на аморальное поведение некоторых российских туристов за границей.
Сезоны: 5 (серии 58—72, 75—77)

### Филипп Валентинович и Анна Викторовна
Новосибирск (отсылка к Академгородку). Филипп Валентинович (Сергей Светлаков) и Анна Викторовна (Людмила Князева) — пенсионеры, которые отдали 50 лет жизни работе в НИИ. Все проблемы решают радикально — с помощью оружия, в качестве которого чаще всего выступает двуствольное ружьё. Вообще не разговаривают, к посторонним людям и происходящим событиям относятся крайне агрессивно, какими важными бы эти люди ни были. Все скетчи заканчиваются под танго «Утомленное солнце».
В основе сюжета заложена сатира на наплевательское отношение к людям пенсионного возраста, также в скетче содержится чёрный юмор.
Сезоны: 5 (серии 58—74, 77)

### Александр Родионович Бородач
Рязань. Александр Родионович Бородач (Михаил Галустян) — «завсегдатый местного отделения милиции», охранник, постоянно меняющий место работы. Картавит. Его постоянно допрашивают лейтенант Вадим Вахитов (Демис Карибидис) и капитан Антон Самойлов (Артур Казберов).
Бородач — вор, лжец, дебошир, алкоголик, наркоман, токсикоман и половой извращенец, всё время попадающий в криминальные истории. Имеет друзей, также работающих в разных местах. Имеет родную сестру Елену Бородач, а также брата-собутыльника Николая. Не может проработать ни в одном месте более трёх дней (хотя в одной из серий проработал четыре дня, будучи охранником рыбного магазина). Постоянно пользуется служебным положением и попадает в глупые ситуации, часто это случается из-за женщин. Всегда пытается отговориться, что он «не в курсе», а в качестве подтверждения своих слов выдумывает сказки, небылицы и просто «клянётся рукой», но, благодаря ударам от милиционеров, ему приходиться сознаваться в содеянном. Во многих сериях милиционеры сильно обижаются на Бородача, когда он их называет «мусорами», из-за чего тот часто подвергается «профилактическим» побоям.
Скетч заканчивается вопросом Вахитова и Самойлова, что же с ним сделать, на который Саша почти всегда отвечает: «Понять и простить». Иногда добавляет что-то зависимое от ситуации.
Сюжет является сатирой на работу милиционеров (избиение и выбивание показаний при дознании) и на сложившийся образ охранника — массовой, но малопрестижной и часто бесполезной профессии, в которой работают люди, не нашедшие себя в жизни (без высшего образования и определённых профессиональных навыков, но зато с кучей вредных привычек, нередко даже ранее судимые).
Сезоны: 5 (серии 58—77), сериал «Бородач. Понять и простить», «Галустян+», и фильм «Наша Russia. 8 марта»

### Валера и Вася
Москва. Футбольные фанаты Вася, болельщик ФК «Нева» (Санкт-Петербург) (Михаил Галустян), и Валера, болельщик ФК «Москвич» (Москва) (Роман Юнусов), вдвоём попадают в больницу после матча в результате массовой драки и оказываются в одной палате. Но даже закованные в гипс, они остаются непримиримыми врагами и ухитряются пакостить друг другу. В одной из серий известна фамилия Васи — Воробьёв.
Футбольные клубы вымышленные, однако их эмблемы — явный намёк на санкт-петербургский «Зенит» и московский «Спартак», болельщики которых имеют между собой неприязненные отношения, и фанаты которых отличаются крайней агрессивностью.
Сезоны: 5 (серии 60,67,70,72,75)

### Вадим Рудольфович и его пациенты
Подмосковье (в некоторых сериях Волгоград). У врача Вадима Рудольфовича (Сергей Светлаков) в одной палате лежат два пациента: Анна Сергеевна (Нелли Неведина), которая лечится по полису ОМС, и Игорь Анатольевич (Александр Голубев), который лечится за свои деньги. Соответственно, относится он к ним по-разному. На той половине палаты, где лечится Игорь Анатольевич, проведён ремонт, стоит современное медицинское оборудование, врач постоянно удовлетворяет его потребности, а на половине Анны Сергеевны по-прежнему сыплется штукатурка и стоит ржавая койка, а доктор относится к ней эгоистично. В последней серии на половине Анны Сергеевны всё-таки проводят ремонт, но как оказалось, это для другого платного пациента, а саму Анну Сергеевну переселяют под кровать.
Сюжет высмеивает контраст между платной и бесплатной медициной.
Сезоны: 5 (серии 62—77)

## Критика
В «Литературной газете», в статье А. Слепова от 17 октября 2007 года, приводится критическое мнение о телепередаче:
Ну некрасиво изображать в юмористической программе «обслуживание» клиентов в милицейском автомобиле, причём в одной из наиболее циничных форм. Апофеозом трансформации явилась программа от 29 сентября, где вместо святого гаишника фигурирует второй (в одной передаче!) сюжет про челябинского токаря нетрадиционной сексуальной ориентации (как будто одного было недостаточно). Реальные челябинские рабочие, надо полагать, получили дополнительную возможность поскрипеть зубами и, не выбирая выражений, оценить ну о-о-очень своеобразное отношение к ним ТНТ, тем более что в амплуа извращенцев на этот раз выступают (хоть и во сне главного героя) уже все рабочие Челябинского металлургического комбината. Интересно, знает ли кто-нибудь из авторов передачи, что именно челябинскими металлургами, токарями и сборщиками выпускались танки Т-34, спасавшие нашу страну в годы войны?
По той причине, что в ситкоме идут множественные отсылки к таджикским языку и культуре (реже — армянским), его не раз обвиняли в прямом расизме и оскорблении таджиков, в частности общественное движение «Таджикские трудовые мигранты» заявило, что шоу и снятый по нему полнометражный фильм совершает «моральный геноцид таджикского народа», в частности, после того, как скетчком с Равшаном и Джамшутом вышел на телеэкраны, на территории Таджикистана фактически сразу запретили его транслировать. В конце марта 2010 года общероссийское общественное движение «Таджикские трудовые мигранты» направило обращение генпрокурору РФ и в Федеральную службу по надзору в сфере связи, информационных технологий и массовых коммуникаций с просьбой прекратить вещание отдельных сюжетов программы «Наша Russia» и продажу дисков с фильмом «Яйца судьбы». Председатель движения Каромат Шарипов заявил, что трансляция некоторых сюжетов передачи «Наша Russia» и фильма «Яйца судьбы» является разжиганием межнациональной розни. В 2007 году в статье «Наша Russia — против нас?» журналист таджикского еженедельника «Фараж» высказывает мнение:
Передача всецело направлена на оскорбление и унижение таджикских мигрантов. Первая часть передачи посвящена издевательству и осмеянию жизни таджикских трудовых мигрантов, где их называют «чёрными чурками», «тупыми» и другими оскорбительными выражениями. Говорят, что «в каждой шутке есть доля истины», и поэтому можно прийти к выводу, что создатели программы имеют цель не улучшения жизни мигрантов, а реализацию политики таджикской ксенофобии».
Сюжеты про Равшана и Джамшута были удалены из показа после действий Самвела Гарибяна при поддержке Союза армян России как ксенофобские и оскорбляющие Россию, а также национальное достоинство таджикского и армянского народов. По его мнению, оскорбление таджиков армянами на территории России может привести к межрасовым конфликтам. Гарибян рассказал, что он связался с генеральным продюсером «Comedy Club Production» Артуром Джанибекяном. Он потребовал прекратить производство данных эпизодов и извиниться перед таджикским народом. Джанибекян отказался. Тем не менее, вскоре сюжеты про таджиков были сняты с эфира.

## Выпуски
| Дата выхода                                                                 | Номера выпусков             |
| --------------------------------------------------------------------------- | --------------------------- |
| 1 сезон (4 ноября — 16 декабря 2006)                                        | 1—9                         |
| 2 сезон (9 марта — 19 мая 2007)                                             | 10—21                       |
| 3 сезон (13 октября 2007 — 16 февраля 2008)                                 | 22—44                       |
| 4 сезон (15 ноября 2008 — 14 марта 2009)                                    | 45—62                       |
| Полнометражный фильм (21 января 2010)                                       | не входит в общую нумерацию |
| 5 сезон (31 декабря 2010, 13 марта — 10 июня, 2 сентября — 14 октября 2011) | 63—86                       |

## Приглашённые знаменитости
- Андрей Свиридов — фейс-контролёр клуба, в который пытались пройти Славик и Димон (2 сезон).
- Ксения Собчак — камео (3 сезон).
- Дмитрий Сычёв — камео (3 сезон)[9].
- Семён Слепаков — камео (4 сезон).
- Гарик Мартиросян — оператор Рудик, камео (4 и 5 сезоны).
- Демис Карибидис — Вадим Вахитов, младший лейтенант милиции (5 сезон).
- Анфиса Чехова — камео (5 сезон).
- Роман Юнусов — Валера (5 сезон).
- Павел Воля — камео (5 сезон).
- Влад Топалов — камео (5 сезон).

## Сериал «Бородач. Понять и простить»
15 января 2016 года на телеканале «ТНТ» стартовал спин-офф сериала «Наша Russia» — сериал «Бородач. Понять и простить».

## Шоу «Галустян+»
28 апреля 2023 года на телеканале «ТНТ» стартовал второй спин-офф сериала «Наша Russia» — шоу «Галустян+». В нем были представлены 10 новых персонажей, а среди персонажей из основного скетч-шоу появились только образы телеведущего Жорика Вартанова и Александра Родионовича Бородача, который теперь работает курьером в службе доставки. 4 ноября 2022 года вышел пилотный выпуск этой передачи. Премьера первого сезона состоялась 28 апреля 2023 года  на «ТНТ». Премьера второго сезона состоялась 25 июля 2025 года в 23:00 на «ТНТ».

## Шоу «Светлаков +»
1 октября 2023 года начались съёмки третьего спин-оффа сериала «Наша Russia» — скетч-шоу «Светлаков +». В нём вернулись любимые персонажи и появились новые герои, среди них из основного скетч-шоу появились образы телезрителя Сергея Юрьевича Белякова из Таганрога, учительницы Снежаны Денисовны, которая стала гадалкой, депутата Юрия Венедиктовича Пронина с другой фамилией и Вячеслава Сергеевича (бывшего подростка Славика) из Краснодара, который теперь работает в аквапарке и у него есть сын Димон. Премьера состоялась 24 мая 2024 года в 22:00 на «ТНТ».

## Фильм «Беляковы в отпуске»
В сентябре 2024 года в прокат вышел полнометражный спин-офф «Беляковы в отпуске».

## Фильм «Наша Russia. 8 марта»
Премьера фильма состоялась 7 марта 2025 года в 22:00 на «ТНТ», показав высокие рейтинги среди телезрителей.

## Перезапуск
25 февраля 2024 года генеральный продюсер Аркадий Водахов анонсировал перезапуск шоу.

## Аналоги передачи в других странах
Файна Юкрайна — украинский юмористический сериал, появившийся на Новом канале в 2008 год по 2010 годам. Является адаптированным украинским клоном популярного английского скетч-сериала Little Britain, созданный благодаря инициативе украинских резидентов Comedy Club. Главные роли исполняют Сергей Притула и Андрей Молочный, известные зрителям как резиденты украинского Comedy Club. Первый отличался одиночными номерами как Сергей Притула Тернопольский-Серый, а второй выступал в «Дуэте имени Чехова» с другим резидентом — Антоном Лирником.
Наша KZаша («Наша Казаша») — казахстанский юмористический сериал, является адаптированным казахстанским клоном популярных английского скетч-шоу Little Britain и российского скетч-шоу Наша Russia. Сериал появился на телеканале КТК в конце 2008 года при участии Нуртаса Адамбаева, Даута Шайхисламова и Сабита Рахимбаева, известных ранее как игроки различных команд КВН.
Наша Belarussia («Наша Белараша») — белорусский аналог популярных английского скетч-шоу Little Britain и российского проекта Наша Russia производства Comedy Club Production. Создан в 2007 году при поддержке авторов Нашей Раши и резидента Comedy Club Вадима «Рэмбо» Галыгина. Проект выходил на телеканале ОНТ
Yere1 (Yere-One, Yerevan) — армянский юмористический сериал, является адаптированным армянским клоном популярных английского скетч-шоу Little Britain и российского скетч-шоу Наша Russia. Сериал появился на телеканале Армения ТВ в 2010 году при участии Армена Петросяна, Ованнеса Азояна и Григора Даниеляна, известных ранее как игроки различных команд КВН.